# Buckaroo from Powder River
Buckaroo from Powder River è un film del 1947 diretto da Ray Nazarro.
È un western statunitense con Charles Starrett, Eve Miller e Forrest Taylor. Fa parte della serie di film western della Columbia incentrati sul personaggio di Durango Kid.

## Produzione
Il film, diretto da Ray Nazarro su una sceneggiatura di Norman S. Hall, fu prodotto da Colbert Clark per la Columbia Pictures e girato nel Walker Ranch a Newhall e nel Providencia Ranch a Hollywood Hills, Los Angeles, California, dal 20 al 28 maggio 1947. Il titolo di lavorazione fu Blazing Through Cimarron.

## Distribuzione
Il film fu distribuito negli Stati Uniti dal 14 ottobre 1947 al cinema dalla Columbia Pictures. È stato distribuito anche in Brasile con il titolo Vaqueiro Vingador.

## Promozione
La tagline è: THE DURANGO KID and SMILEY OUT-GUN RANGE OUTLAWS.